# Dolichophaonia spontanea
Dolichophaonia spontanea är en tvåvingeart som beskrevs av Carvalho 1993. Dolichophaonia spontanea ingår i släktet Dolichophaonia och familjen husflugor. Inga underarter finns listade i Catalogue of Life.